# Ionel Ghica
Ionel Ghica (n. 25 februarie 1904, Florești, România – d. 30 mai 1932, București, România) a fost un aviator român, nepotul lui Ion Ghica. A fost primul aviator român care a traversat Asia și a stabilit recordul național de distanță.

## Date biografice
Tatăl său a fost Nicolae Ghica (1862–1943), fiul lui Ion Ghica,  iar mama sa a fost Irina Cantacuzino (1869–1906), fiica lui Gheorghe Grigore Cantacuzino.
În 1929, a urmat o școală de aviație, unde a obținut brevetul de pilot sportiv gradul II și a devenit membru al Federației Aeronautice Internaționale, condusă atunci de prințul român George Valentin Bibescu.
A decedat la doar 28 de ani, din cauza consumului de heroină. A fost înmormântat lângă mama sa, în curtea conacului de la Ghergani. A fost căsătorit de două ori. Cu prima soție, Camille Hornung, nu a avut copii, iar cu cea de-a doua soție, Ibi Golfineanu, a avut o fiică, pe nume Irina Pacifica, născută cu două luni înainte de decesul tatălui.

## Performanțe
Pe data de 9 iulie 1930 a zburat din Anglia în Bulgaria cu un avion „Ford-Emsco” și a parcurs 2.145 km fără escală cu o viteză medie de 145,38 km/s, realizând astfel recordul național la categoria respectivă de aeronavă. În anul următor, a pilotat un avion „SET-31” pus la dispoziție de Grigore Zamfirescu. La bordul acestu avion, Ionel Ghica a realizat raidul intercontinental București–Khartoum.
În 1932, tot cu sprijinul lui Griogre Zamfirescu, a început pregătirile pentru executarea raidului aerian București-Saigon. În dimineața zilei de 30 martie 1932, Ionel Ghica a decolat de pe Aerodromul Băneasa, la bordul unui avion „SET-31”. Zborul București–Saigon a durat 9 zile (67 de ore de zbor), iar în prima zi, distanța București–Alep a fost parcursă în doar 9 ore și 10 minute. Celelalte etape au fost străbătute mai greu din cauza condițiilor dificile, precum căldura excesivă, lipsa unor repere de orientare sau furtuni de nisip. A aterizat în Saigon pe 7 aprilie. Drumul de întoarcere, de la Saigon la București, a fost parcurs în 6 zile, decolarea din Saigon având loc pe 10 aprilie, iar aterizarea în București pe 16 aprilie. În aceeași zi, Ionel Ghica a fost omagiat pe Arenele Romane din Parcul Libertății din București de către Asociația „România aeriană”.

## Recunoaștere
Pentru meritele deosebite și pentru performanțele aviatice efectuate pe continentul african și pe cel asiatic, lui Ionel Ghica i-a fost conferit post-mortem Ordinul „Virtutea Aeronautică” în grad de cavaler.
În memoria lui, după moartea bruscă din 1932, familia sa a instituit concursul aviatic dotat cu cupa „Ionel Ghica”. Primul concurs și Cupa „Ionel Ghica” au fost câștigate de Constantin Cantacuzino-Bâzu.